# ケビン・パラダ
ケビン・ジョン・パラダ（Kevin John Parada, 2001年8月3日 - ）は、アメリカ合衆国カリフォルニア州パサデナ出身のプロ野球選手（捕手）。右投右打。MLBのニューヨーク・メッツ傘下所属。

## 経歴

### プロ入り前
大学1年目の2021年は52試合に出場して打率.318、9本塁打、42打点の成績を記録し、大学野球アメリカ合衆国代表に選出された。
2022年は同年のMLBドラフトでの上位指名候補として注目を集めた。

### プロ入りとメッツ傘下時代
2022年のMLBドラフト1巡目(全体11位)でニューヨーク・メッツから指名され、契約を結びプロ入り。

## 家族
母のダーレンはウッドベリー大学でソフトボールをプレーしていた。